# Betonový most přes Rokytku (Zenklova)

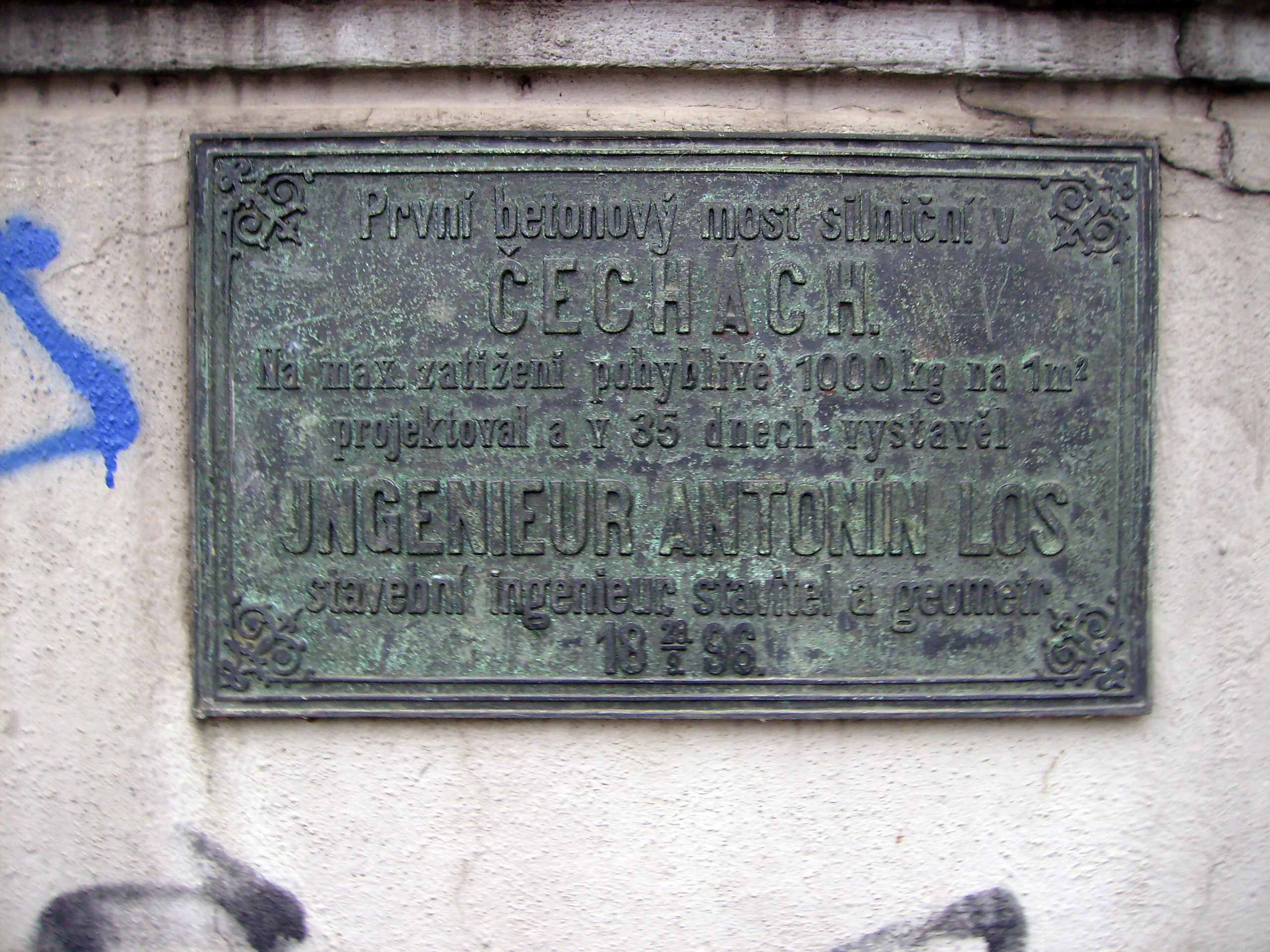
Pamětní deska

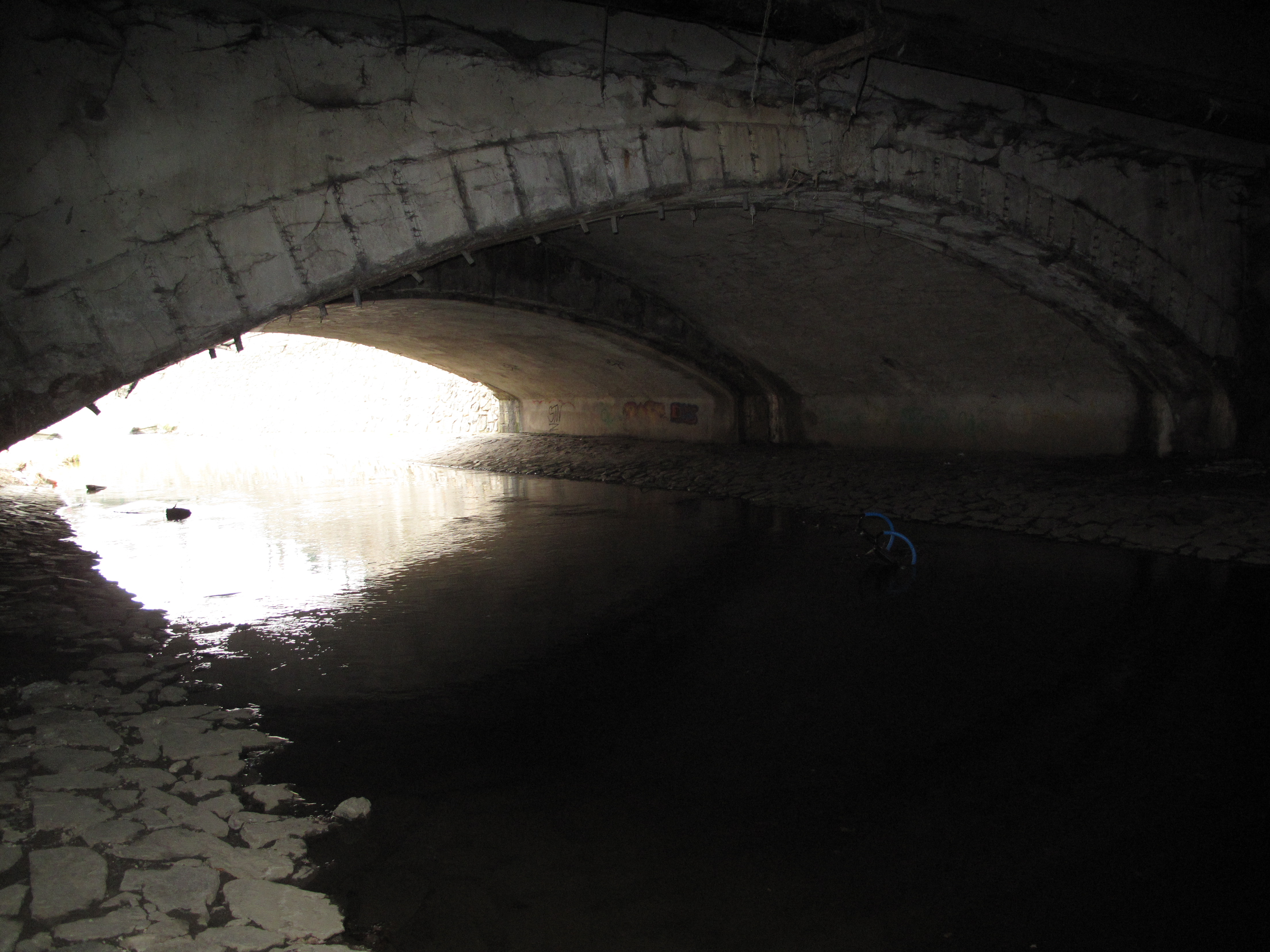
Pohled na most z oblasti pod Elsnicovým náměstím

Betonový most přes Rokytku v Zenklově ulici v pražské čtvrti Libeň, s jedním klenebním obloukem, se nalézá mezi náměstím Dr. Václava Holého a Elsnicovým náměstím na dohled od Libeňského zámečku, paláce Svět a Libeňské sokolovny. Jedná se o nejstarší betonový silniční most v Čechách, a proto je chráněn jako kulturní památka. Od počátku most slouží jak silniční, tak tramvajové dopravě. 

## Historie a popis
Most byl postaven na tehdejší Pražsko-rumburské silnici v roce 1896 za 35 dní podle návrhu architekta Antonína Lose (1864–1923). Slavnostně byl otevřen 28. září 1896. Od 4. října 1896 po něm byla zprovozněna nová odbočka Křižíkovy Elektrické drobné dráhy Praha – Libeň – Vysočany, od Palmovky k Libušáku. 
Šlo o první silniční most z dusaného betonu v Čechách. Na východní straně směrem k náměstí Dr. Václava Holého je na mostě osazena litinová pamětní deska s nápisem: "První betonový most silniční v Čechách. Na maximální zatížení pohyblivé 1000 kg/m2 projektoval a v 35 dnech vystavěl Ingenieur Antonín Los, ingenieur, stavitel a geometr. 28. 9. 1896." Původní most má jednu klenbu s rozpětím 13,30 metru, vzepětím 2,75 metru a tloušťce 0,95 metru. Betonové je i zábradlí, tvořené balustrádou s kuželkami. Model původní podoby libeňského silničního mostu včetně fungujícího elektrického osvětlení je vystaven v Muzeu silnic a dálnic ve Velkém Meziříčí.
Podle webu městské části byl v roce 1909 most na západní straně rozšířen o zakrytí Rokytky v oblasti Elsnicova náměstí (web mylně uvádí, že byla Rokytka zakryta až k jejímu ústí do Vltavy). I s tímto pásem tak dosahuje šířky 99,3 metru. Podle Pražského uličníku byla Rokytka v prostoru náměstí zakryta až v roce 1945. 
V září 2011 mluvčí městská části Praha 8 oznámila, že městská část v rámci rozsáhlé opravy Elsnicova náměstí, která má být zahájena na jaře 2013 v návaznosti na rekonstrukci Paláce Svět a trvat asi půl roku, má v úmyslu potok opět odkrýt, protože překrytí větší části potoka vytváří podle místostarosty Michala Šustra nedefinovaný prostor, který není ani náměstím ani například parkem. Podle návrhu rekonstrukce, který pro městskou část zpracoval ve třech variantách ateliér zahradní a krajinářské architektury A05 a Šépka architekti, mají být před Palácem Svět rošty, umožňující pohled na vodní tok Rokytky, a na náměstí mají být různé vodní prvky, které například umožní dětem za pomoci šroubovic vyhnat vodu do trubic umístěných v prostoru náměstí, schodiště k Rokytce, periskop či kavárna se sálem pro 60 osob v novém mostě. Na přelomu listopadu a prosince 2011 měly být všechny tři návrhy zveřejněny. Celkově mají úpravy náměstí stát kolem 25 milionů Kč.